# Thomas von Frignano

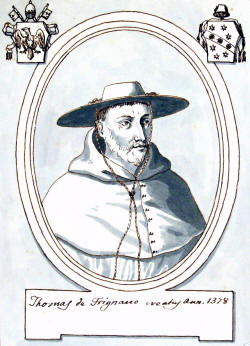
Kardinal Tommaso da Frignano

Thomas von Frignano (italienisch Tommaso da Frignano; * um 1305 in Modena; † 19. November 1381) war ein Franziskaner. Er war 22. franziskanischer Generalminister, Patriarch von Grado und wurde 1378 von Papst Urban VI. zum Kardinal ernannt.

## Leben
Thomas von Frignano stammte aus einer wohlhabenden Familie aus Modena. Bereits in jungen Jahren trat er den franziskanischen Minderbrüdern bei und studierte Theologie. Nach seinem Studium lehrte er Theologie am Ordenskonvent in Bologna. 1352 wurde er zum Provinzial der Ordensprovinz von Bologna ernannt, ein Amt, das er bis 1360 innehatte. 1364 war er ein Gründungsmitglied der Fakultät für Theologie an der Universität von Bologna, an der er in den darauf folgenden Jahren als Professor wirkte.
Am 6. Juni 1367 setzte er sich gegen seinen Kontrahenten Tommaso Racani durch und wurde von Papst Urban VI. in Assisi zum 22. franziskanischen Generalminister ernannt. Am 19. Juli 1372 wurde Frignano zum Patriarchen von Grado erhoben.
Am 8. Oktober 1372 wurde er von Papst Gregor XI. nach Genua gesandt, um als Vermittler zwischen Genua und der Republik Venedig aufzutreten. Seine Mission war erfolgreich. In der Folge trat er wiederholt als päpstlicher Gesandter am Hof von König Ludwig von Ungarn, Herzog Albrecht III. von Österreich und dem venezianischen Dogen Andrea Contarini auf. Dabei vermittelte er zwischen den einzelnen Parteien, die in Oberitalien eine Reihe von Konflikten austrugen.
Am 18. September 1378 wurde Frignano von Papst Urban VI. zum Kardinal kreiert und ihm die römische Titelkirche Ss. Nereo ed Achilleo zugewiesen. Er war einer der Kardinäle, die 1379 mit dem Prozess der Heiligsprechung der Brigitte von Schweden beauftragt wurden.
Thomas von Frignano starb am 19. November 1381 und wurde in der Kirche Santa Maria in Aracoeli in Rom bestattet. Die Kanonisierung der Brigitte von Schweden  durch Papst Bonifatius IX. erfolgte erst knapp ein Jahrzehnt nach Frignanos Tod, nämlich am 7. Oktober 1391.